# História do debate calvinista–arminiano
O debate calvinista-arminiano foi uma disputa teológica entre protestantes europeus que ocorreu na República Unida dos Países Baixos no início do século XVII. Os pontos teológicos em questão permanecem como a base de discordâncias entre alguns protestantes atuais, especialmente os evangélicos. Estes debates remontam de alguma forma a Agostinho de Hipona em sua batalha com os pelagianos no século V sobre as bases teológicas da soteriologia, incluindo depravação, predestinação e expiação.

## Controvérsia quinquarticular

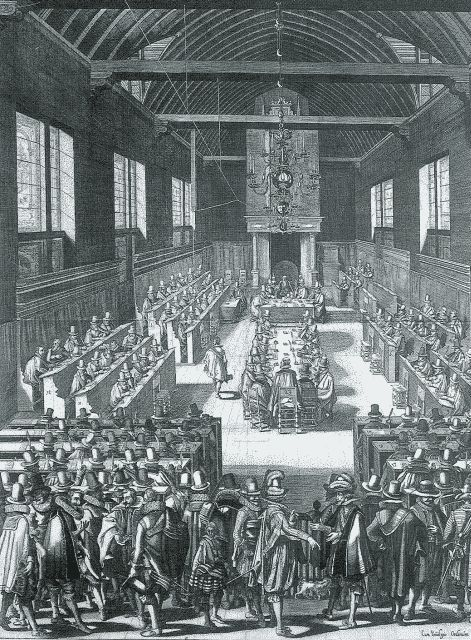
O Sínodo de Dort (1618-1619) em uma gravura holandesa do século XVII.

A controvérsia quinquarticular é um termo usado para se referir puramente aos confrontos teológicos calvinista-arminiano do período de 1609 até 1618, uma época em que o debate tinha sérias conotações políticas na Holanda. Esta controvérsia é a que foi abordada pelas igrejas reformadas holandesas no Sínodo de Dort em 1618-1619, uma reunião em que representantes de igrejas protestantes reformadas de outros países foram convidados. Quinquarticular (i.e. "ter a ver com cinco pontos") se refere aos pontos de discórdia levantados pelo partido arminiano em sua publicação de os cinco artigos da remonstrância em 1610. Estas foram rejeitadas pelo Sínodo nos Cânones de Dort, que é em essência o que se conhece como os cinco pontos do calvinismo.
A controvérsia marcou a transformação do movimento arminiano para uma organização eclesiástica separada e perseguida na Holanda. Para os arminianos, foi o início de uma total perseguição após a imposição do decreto, enquanto que para os calvinistas isso resultou no estabelecimento de pontos claros sobre as doutrinas que foram iniciadas por João Calvino e esclarecidas por Teodoro de Beza. Para os luteranos as controvérsias foram o fim de qualquer possibilidade de unificação com os calvinistas.

## Contexto teológico

### Agostinho e Pelágio

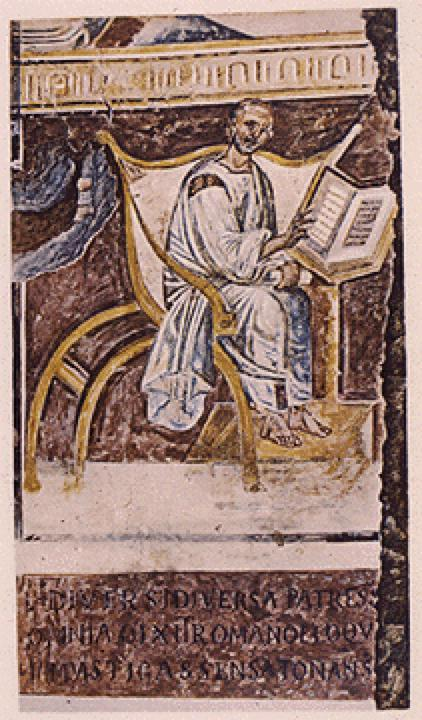
Retrato do século VI de Agostinho de Hipona (354-430) na igreja de Latrão.

Pelágio foi um monge britânico que viajou a Roma por volta de 400 d.C. e ficou estarrecido com a lassidão comportamental dentro das igrejas. Para combater esta falta de santidade, ele pregou um Evangelho que inicia com a justificação somente pela fé (na verdade foi Pelágio, e não Lutero, que foi o primeiro a acrescentar a palavra somente na frase de Paulo), mas demandava a persistência e moralidade humana. Pelágio tinha lido as Confissões de Agostinho e acreditava que ela representava uma visão fatalista e pessimista da natureza humana. Os seguidores de Pelágio, incluindo Celéstio, foram mais longe do que o seu professor e removeram a justificação por meio da fé, estabelecendo a salvação moral e baseada em obras conhecida como pelagianismo. A doutrina de Pelágio ou de seus seguidores raramente é avaliada pelos seus próprios escritos, sendo representadas de forma distorciadas pelos escritos dos seus dois adversários mais fortes - Agostinho e Jerônimo. 
Em resposta a Pelágio, Agostinho adotou um sistema teológico que incluía não apenas o pecado original (que Pelágio negou), mas também uma forma de predestinação. Alguns autores sustentam que Agostinho ensinou as doutrinas da expiação limitada e da graça irresistível, mais tarde associados com o calvinismo de Dort; entretanto, outros insistem que os escritos de Agostinho conflitam com essas doutrinas. Os críticos afirmam que parte da filosofia de Agostinho poderia ter se originado a partir de sua perícia na filosofia grega, especialmente platonismo e maniqueísmo, que mantém uma visão muito elevada de espírito do homem e  uma visão muito baixo do corpo do homem. Contra a noção pelagiana que a fé em Cristo permite que o homem possa fazer tudo certo, Agostinho ensinou a noção de que o homem não pode fazer nada direito. Assim, ele raciocinou, o homem não pode sequer aceitar a oferta da salvação - deve ser Deus que escolhe para si mesmo indivíduos para trazer salvação.
Um grupo de bispos italianos, liderados por Juliano, defendeu a visão pelagiana contra o conceito agostiniano de predestinação, mas foram rejeitados pelo Papa Inocêncio I, no Concílio de Éfeso em 431. Mais tarde, um movimento monástico no sul da Gália (atual França) também procurou explicar a predestinação à luz da presciência de Deus, mas uma enxurrada de escritos de Agostinho (Graça e Livre Arbítrio, Correção e Graça, A Predestinação dos Santos e O Dom da Perseverança) ajudou a manter a autoridade papal de suas doutrinas.

### Semi-Pelagianismo e Semi-Agostinianismo
Após a morte de Agostinho, uma forma mais moderada do pelagianismo persistiu, que alegava que a fé do homem era um ato de livre-arbítrio não assistido pela graça prévia interna. O Segundo Concílio de Orange (529) foi convocado para resolver se esta forma moderada de semi-pelagianismo poderia ser afirmada, ou se as doutrinas de Agostinho seriam afirmadas.
A determinação do Concílio pode ser considerada "semi-agostiniana". Definiu-se que a fé, apesar de um ato livre, resultava em seu início da graça de Deus, que ilumina a mente humana lhe permitindo que creia. No entanto, o Concílio também negou a predestinação estrita, afirmando: "Não só não cremos que qualquer pessoa seja preordenada para o mal pelo poder de Deus, mas também pronunciamos em absoluto repúdio que, se há aqueles que querem crer numa coisa tão má, que eles sejam anátema." O documento recebeu sanção papal.
Os reformadores calvinistas usaram os cânones do Concílio para demonstrar que suas formulações do pecado original e depravação já haviam sido ensinadas há muito tempo na igreja. Os teólogos arminianos também se referem ao Concílio de Orange como um documento histórico que afirma fortemente depravação do homem e a graça preveniente de Deus, mas não apresenta a graça irresistível e nem adere a uma visão estritamente agostiniana da predestinação.

### Idade média

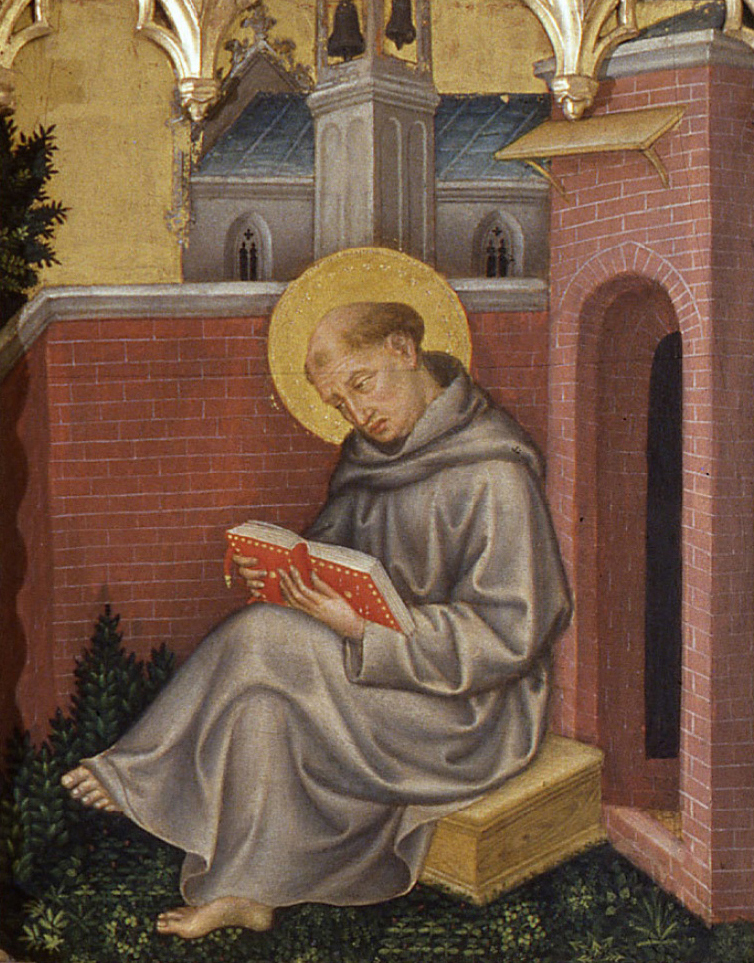
Tomás de Aquino (c1225–1274) em um retrato, c. 1400, por Gentile da Fabriano.

O ensino de Agostinho sobre a graça foi considerado a pedra de toque da ortodoxia em toda a igreja ocidental na Idade Média. No entanto, dentro de um contexto agostiniano, teólogos continuaram a debater a precisa natureza de Deus e a participação do homem na salvação, além de tentarem elaborar um lugar para o emergente sistema eclesiástico de sacramentos no esquema geral da salvação.
Tomás de Aquino, o mais influente teólogo católico da Idade Média, ensinava que, a partir do estado caído do homem, havia três passos para a salvação:
1. Infusão de graça (infusio gratiae) - Deus infunde a graça na alma humana - o cristão agora tem fé e, com isso, a capacidade de fazer o bem - esta etapa é inteiramente obra de Deus e não é feita pelo homem, e uma vez que o homem tem fé, ele nunca poderá perdê-la - no entanto, só fé não é suficiente para a salvação;
2. A fé formada pela caridade (fides caritate formata) - com o livre-arbítrio do homem restaurado, o homem deve agora dar o seu melhor para fazer boas obras, a fim de ter uma fé formada pela caridade; e, então
3. Mérito de condigno (meritum de condigno) - Deus, então, banca e concede da vida eterna com base nestas boas obras que Aquino chama de mérito do homem digno.

Aquino acreditava que por esse sistema, ele tinha reconciliado Efésios 2:8 ("Pela graça sois salvos mediante a fé, e isto não vem de vós, é dom de Deus") e Tiago 2:20 ("a fé sem obras é morta") e 2:24 ("pelas obras que o homem é justificado e não somente pela fé"), e tinha fornecido uma exposição do ensino bíblico sobre a salvação compatível com os ensinamentos de Agostinho.
Uma segunda corrente de pensamento medieval, normalmente chamada de occamistas, seguidores de Guilherme de Ockham e que também incluía Duns Scotus e Gabriel Biel rejeitavam o sistema de Tomás de Aquino, destruindo assim o livre-arbítrio do homem. Os occamistas argumentaram que se um homem amava a Deus simplesmente por causa da "graça infundida", então o homem não ama a Deus livremente. Eles afirmavam que, antes de um homem receber uma infusão de graça, este homem deveria fazer o seu melhor num estado natural (isto é, com base na sua razão e senso moral inato). Portanto, assim como Deus concedia a vida eterna com base no mérito de condigno do homem que dava o seu melhor em fazer boas obras após receber a fé como um dom de Deus, também a infusão original da graça fora dada ao homem com base no "mérito de côngruo", uma recompensa ao que o homem faz de melhor no seu estado natural. (Ao contrário do mérito de condigno, que é totalmente merecido pelo homem, o mérito de côngruo não é totalmente merecido, e inclui uma medida de graça da parte de Deus. O mérito de côngruo é, portanto, também às vezes chamado de "semi-mérito". De acordo com os occamistas, o mérito de côngruo é uma concessão graciosa de Deus a um indivíduo quando ele ou ela faz o melhor que é capaz de fazer.)
Os seguidores de Aquino, normalmente chamados de tomistas, acusaram os occamistas de pelagianismo por basearem a infusão da graça sobre as obras do homem. Os occamistas se defenderam das acusações de pelagianismo, argumentando que, no sistema occamista, Deus não era obrigado a conceder a infusão da graça com base no mérito de côngruo, mas sim que, a decisão de Deus conceder a infusão da graça com base no mérito de côngruo era um ato totalmente gracioso da parte de Deus.
A condenação de Martinho Lutero da "justificação pelas obras" claramente condenou o occamismo. Alguns proponentes do ecumenismo argumentam que a visão tomista da salvação não se opõe à visão de Lutero da graça, e desde que o occamismo foi rejeitado como semipelagianismo pela Igreja Católica no Concílio de Trento, a teologia da salvação não precisa colocar uma barreira na reunião entre protestantes e católicos. (As principais correntes do pensamento católico moderno sobre a teologia da salvação são o tomismo e o molinismo, uma teologia desenvolvida pelo teólogo jesuíta Luís Molina no século XVI e também utilizada hoje por alguns protestantes, tais como William Lane Craig e Alvin Plantinga.)
No entanto, desde a rejeição da Igreja Católica do jansenismo na bula Unigenitus (1713), ficou claro que o calvinismo não poderia ser acomodado dentro do catolicismo. O arminianismo, por outro lado, embora não pudesse se enquadrar inteiramente com a teologia católica da Salvação, provavelmente poderia ser acomodado dentro da Igreja Católica, um fato que os adversários protestantes do arminianismo têm freqüentemente apontado. (Augustus Toplady, por exemplo, notoriamente afirmou que o arminianismo é um "Caminho para Roma").

### Martinho Lutero e Erasmo de Roterdã

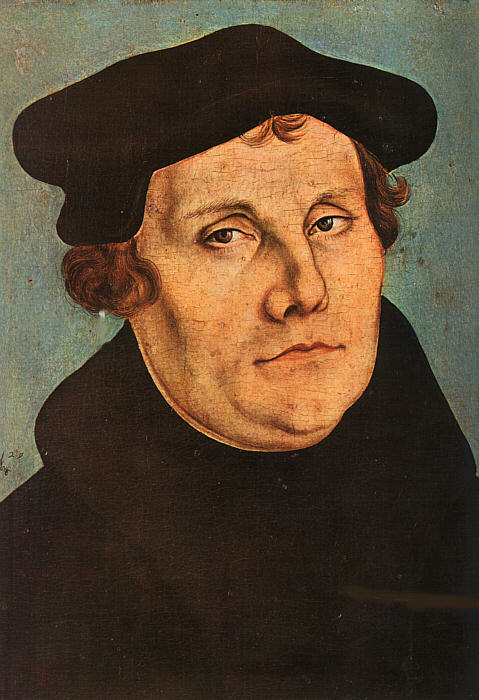
Martinho Lutero (1483–1546) por Lucas Cranach, o Velho, pintado em 1529.

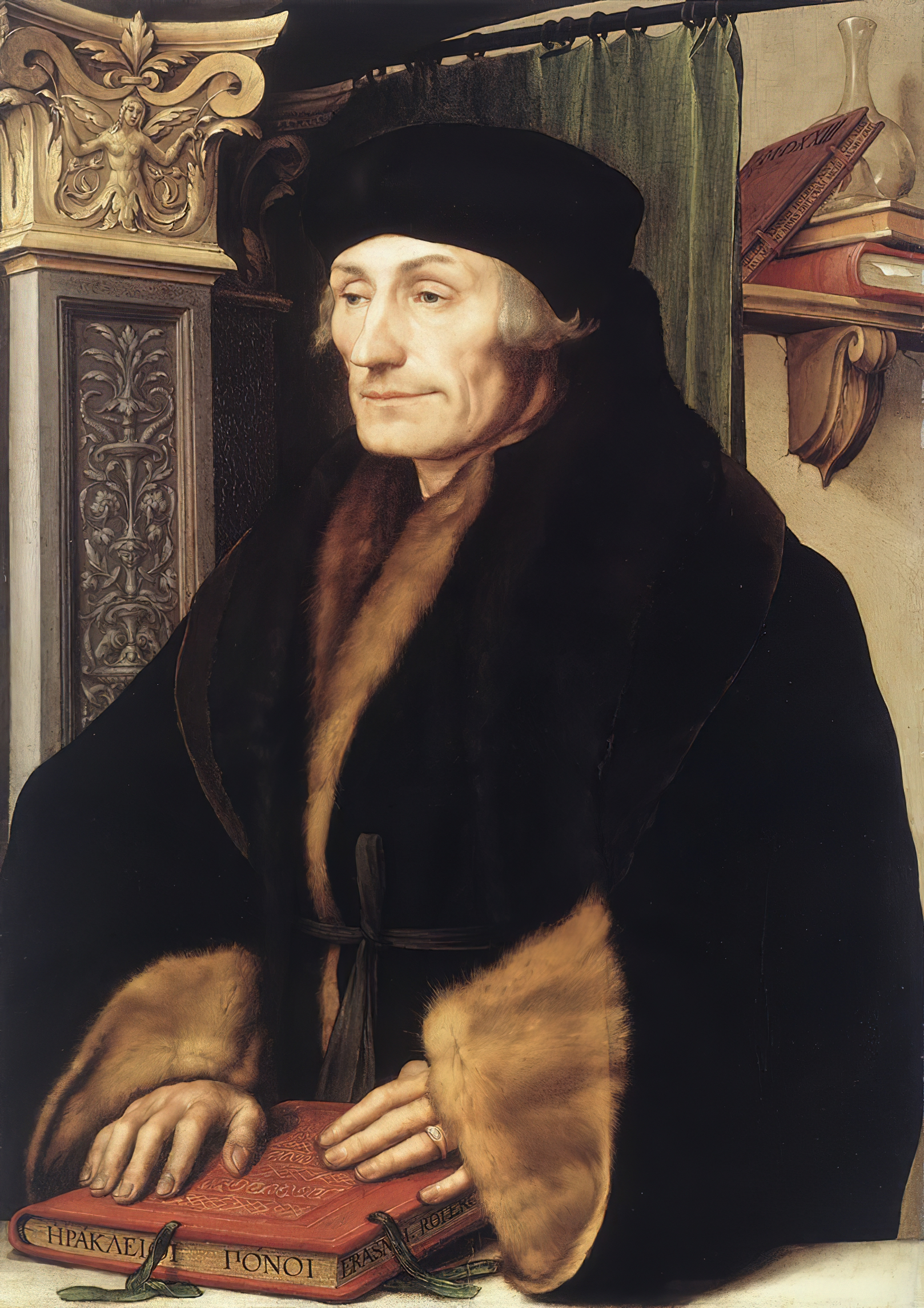
Erasmo de Roterdã (1466/69–1536) em um retrato de 1523 por Hans Holbein, o Jovem.

Martinho Lutero foi um monge agostiniano de Erfurt. Em sua Disputa Contra a Teologia Escolástica em 4 de Setembro de 1517, Lutero entrou no debate medieval entre os tomistas e os occamistas por atacar a posição occamista e argumentando que o homem, por natureza, não tem a capacidade de fazer o bem que os occamistas afirmavam que ele tinha (e, portanto, negando que o homem poderia fazer qualquer coisa para merecer o mérito de côngruo). Os estudiosos modernos discordam sobre se Lutero de fato pretendia criticar todos os escolásticos nessa Disputa ou se ele estava preocupado apenas com os occamistas. Argumentando a favor de uma interpretação mais ampla se tem o fato de que Lutero passou a criticar o uso de Aristóteles na teologia (Aristóteles era a base da teologia tomista bem como da occamista). Se este for o caso, é provável que Lutero viu a fides caritate formata de Aquino como meramente uma forma mais cautelosa de pelagianismo (ou como semipelagianismo).
Lutero continuou a defender estes pontos de vista. Em 1520, o Papa Leão X emitiu a bula Exsurge Domine, que condenava a posição que Lutero havia mantido em 1518 na Disputa de Heidelberg, segundo a qual "Depois da queda, o livre-arbítrio é algo apenas no nome e quando faz o que está nele, peca mortalmente." Lutero posteriormente defendeu a proposição em sua Defesa e Explicação de Todos os Artigos Injustamente Condenados pela Bula Romana de Leão X (1520), no processo afirmou que "o livre arbítrio é realmente uma ficção... sem nenhuma realidade, porque não está no poder de nenhum homem planejar qualquer mal ou bem. Como o artigo de Wycliffe, condenado em Constança, ensina corretamente: tudo acontece por absoluta necessidade."
Desidério Erasmo de Roterdã, embora primeiramente simpático a Lutero, reagiu negativamente ao que ele via como o determinismo de Lutero. Em seu De libero arbitrio diatribe sive collatio (Dissertação sobre Liberdade da Vontade) (1524), Erasmo caricatura as limitações do livre-arbítrio defendidas por Lutero. Embora às vezes na diatribe Erasmo tivesse parecido um occamista, na maioria das vezes ele tentou abraçar um meio termo entre a graça e o livre-arbítrio, tentando evitar, por um lado os erros do pelagianos e dos occamistas, e, por outro lado, o erro "maniqueísta" de Lutero e outros agostinianos estritos.
Lutero respondeu com seu De Servo Arbitrio (Sobre a Escravidão da Vontade) (1525), no qual atacava com veemência Erasmo e alegava que o homem não estava livre para fazer o bem. Em vez disso, a natureza caída do homem está na escravidão do pecado e Satanás e o homem só podem fazer o mal. A única maneira de um indivíduo poder ser salvo é se Deus escolher livremente dar a essa pessoa o dom da fé. A posição de Lutero em Sobre a Escravidão da Vontade tornou-se a posição adotada pelo movimento protestante.

## Jacó Armínio
Jacó Armínio se matriculou na Universidade de Leiden e após cinco anos de educação viajou no início de 1580 para estudar em Genebra. Teodoro de Beza era o presidente da teologia na universidade da cidade. Beza, posteriormente, defendeu Armínio dizendo "deixá-lo ser conhecido a vós a partir de hoje este Armínio que nos retornou de Basileia, tanto sua vida quanto a sua aprendizagem têm sido aprovada a nós, assim esperamos o melhor dele em todos os sentidos..." No final de 1587, com a idade de 28 anos, Armínio voltou para Amsterdã para cumprir o seu desejo de ser um pastor.
Armínio entrou no debate da predestinação em Amsterdã dois anos após o seu retorno, quando foi convidado por autoridades municipais para refutar uma forma modificada do lapsarianismo de Beza. De acordo com a tradição histórica, o estudo de Armínio das Escrituras o levou à conclusão de que a Bíblia não suportava o calvinismo. Outros estudiosos acreditam que Armínio nunca aceitou a visão de Beza mesmo quando estudante em Genebra. Armínio evitou acrescentar a controvérsia além de dois incidentes relativos sermões sobre Romanos 7 e Romanos 9.
Quando Armínio recebeu seu doutorado e professorado de teologia em Leiden em 1603, o debate sobre o calvinismo voltou à vida. Conflitos sobre predestinação tinham aparecido no início da Igreja Reformada Holandesa, mas "estes tinham sido de natureza local, ocorrendo entre dois colegas ministros, por exemplo, mas desde a nomeação de Jacó Armínio a professor na Universidade de Leyden (1603) o conflito mudou-se para o lugar onde a educação de futuros ministros acontecia".
Armínio ensinou que a predestinação e eleição incondicional do calvinismo tornava Deus o autor do mal. Em vez disso, Armínio insistia que a eleição de Deus era uma eleição de crentes e que, portanto, estava condicionada à fé. Além disso, Armínio argumentou que a presciência exaustiva de Deus não exigia uma doutrina de determinismo.
Armínio e seus seguidores acreditavam que um sínodo nacional asseguraria uma vitória quanto a tolerância para as suas opiniões. Os seus adversários na Igreja Reformada Holandesa mantinham a autoridade de sínodos locais e negaram a necessidade de uma convenção nacional. Quando os Estados da Holanda convocaram os partidos, os adversários de Armínio, liderados por seu colega Franciscus Gomarus, o acusaram não só do ensino das doutrinas características do arminianismo, uma vez que assim se tornariam (veja abaixo), mas também dos erros sobre a autoridade da Escritura, a Trindade, o pecado original, e salvação por obras. Armínio negou estas acusações, citando conformidade com Calvino e a Escritura.
Armínio foi absolvido de qualquer erro doutrinário. Ele, então, aceitou um convite para uma "conferência amigável" com Gomarus, mas o seu estado de saúde fez com que a conferência terminasse prematuramente. Dois meses depois, em 19 de Outubro de 1609, Jacó Armínio morreu.

### Os remonstrantes e a reação calvinista

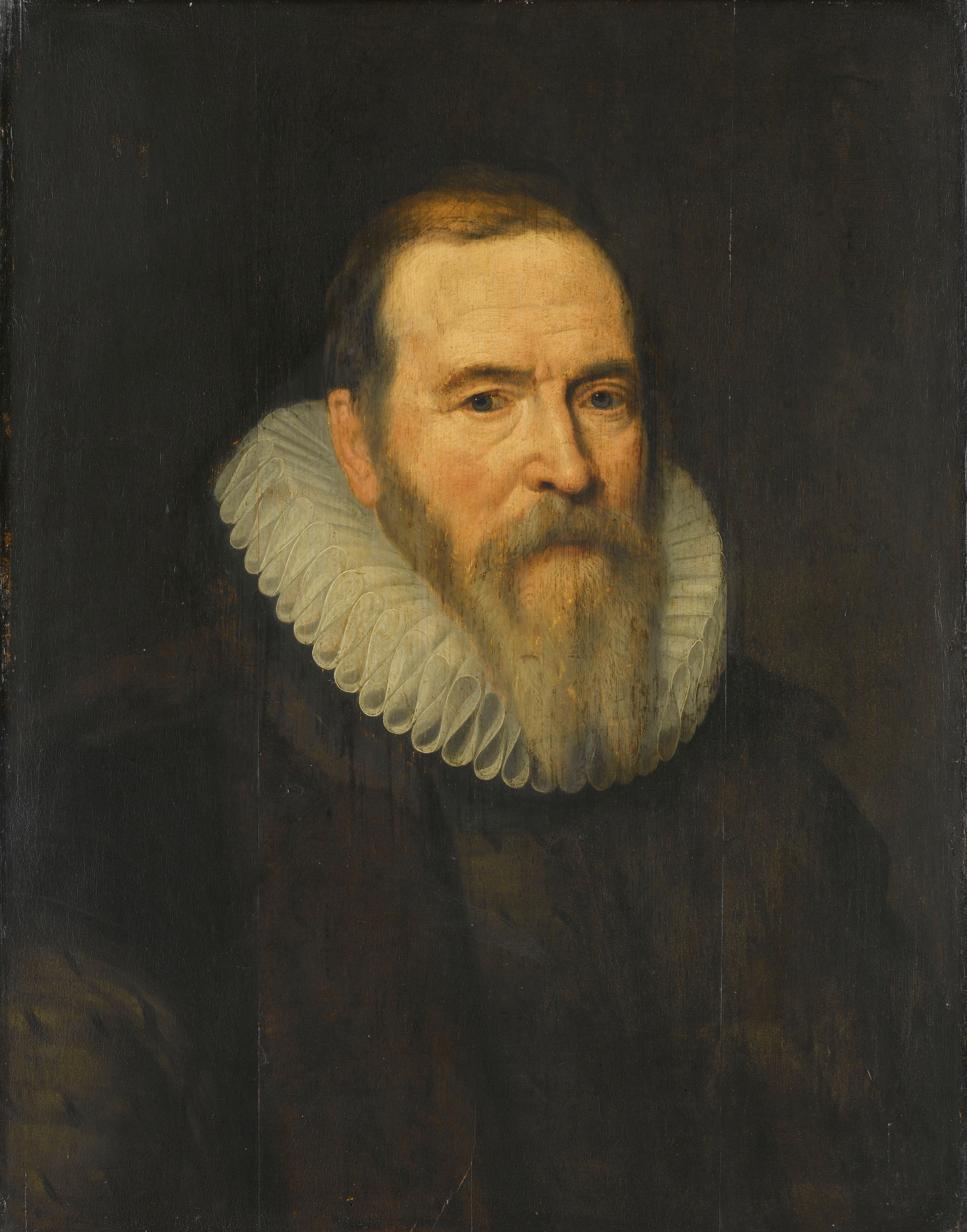
Johan van Oldenbarnevelt (1547-1619), líder político dos Remonstrantes.

Após a morte de Armínio, o capelão da corte de Haia, Johannes Wtenbogaert, um dos seguidores do professor "que dogmaticamente e teologicamente se alinhava com ele, mas que no domínio da política eclesiástica foi um defensor muito mais radical da influência do estado defendeu sua causa. Isto foi visto como uma traição por Gomarus, no início de sua carreira (como ministro de Utrecht) Wtenbogaert "tinha resistido a influência do estado com todas as suas forças".
Gradualmente os candidatos à ordenação ministerial que tinham o pensamento arminiano corriam cada vez maiores dificuldades. Em suas provas, não só era exigido a subscrição da Confissão Holandesa e do Catecismo de Heidelberg (que muitos estavam dispostos a fazer), "mas eram feitas perguntas a eles que foram formuladas de tal forma que respostas ambíguas já não eram possíveis."

## Amiraldismo

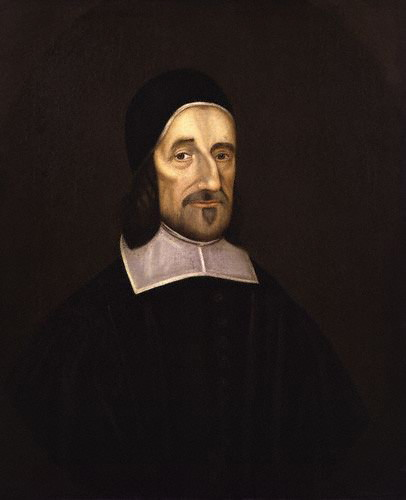
Richard Baxter (1615-1691), o pai do presbiterianismo inglês, e expoente da doutrina da expiação ilimitada.

Os amiraldistas afirmam que a doutrina da expiação limitada não é bíblica e reivindicam que a doutrina nunca foi aprovada por Calvino ou pelo Sínodo de Dort.
Os calvinistas amiraldistas, como os calvinistas de Dordt, aceitam uma distinção feita inicialmente por Pedro Lombardo e subsequentemente adotada por Tomás de Aquino que a expiação foi suficiente para o mundo inteiro, mas eficiente apenas aos eleitos. Dito de outra maneira, a morte de Cristo redime o mundo inteiro (i.e. suficiente para expiar os pecados do mundo inteiro), mas os benefícios da morte de Cristo são aplicados somente ao eleito (i.e. eficiente apenas para expiar os pecados do eleito).
Os calvinistas amiraldistas argumentam que Calvino adotou esta posição quando escreveu que "Também é um fato, sem controvérsia, que Cristo veio para expiar os pecados 'de todo o mundo'." Salientam que essa posição foi aprovada pelo Sínodo de Dort nos termos do artigo 3 do segundo ponto principal da Doutrina, onde o sínodo proclamou que "Esta morte do Filho de Deus é o único e totalmente completo sacrifício e satisfação pelos pecados, é de infinito valor e mérito, mais do que o suficiente para expiar os pecados do mundo inteiro."
Esta é a posição que o líder dos presbiterianos ingleses, Richard Baxter, afirmou em sua controvérsia com o líder da Igreja Congregacional Inglesa, John Owen.

## Antigo metodismo

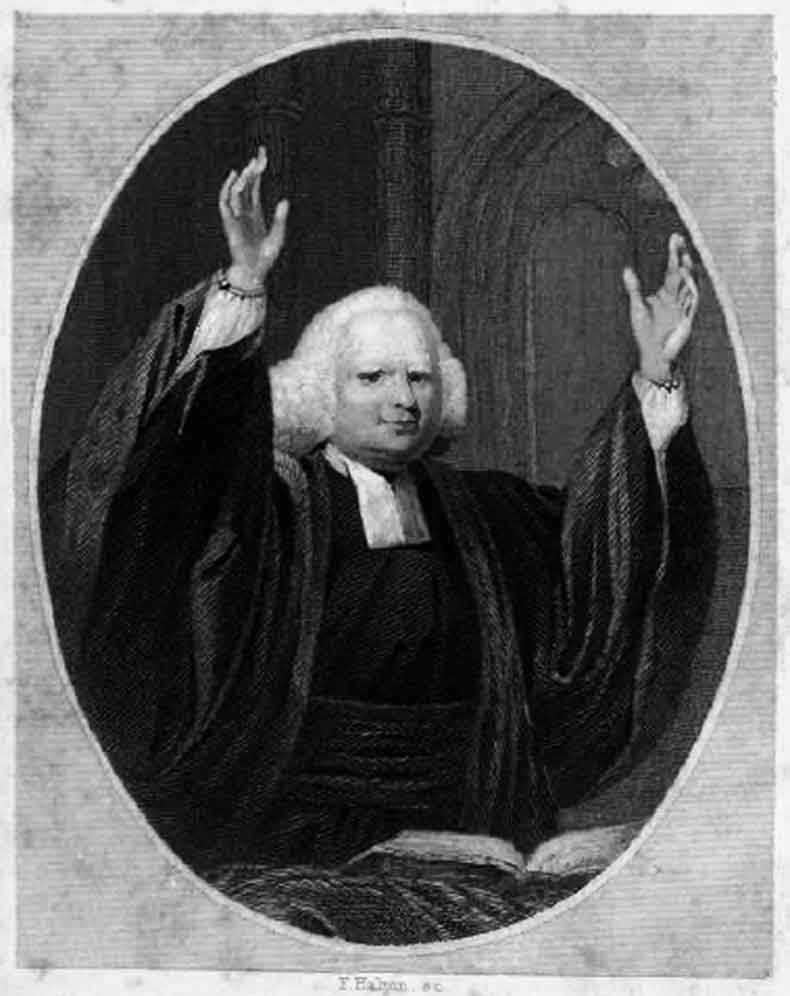
George Whitefield (1714-1770) foi colaborador de Wesley na fundação do metodismo, porém continuou a ser calvinista e rompeu com Wesley quando este tornou-se um arminiano.

Estas questões teológicas desempenharam um papel divisionista no início da história do metodismo no século XVIII. Discussões acaloradas sobre o arminianismo ocorreram entre os ministros metodistas John Wesley e George Whitefield. Wesley em 1740 rompeu com o calvinismo. Sua posição causou, inicialmente, a ruptura com o Metodismo Calvinista gales em Howell Harris, em 1742-1743; houve em seguida a criação da conexão da condessa de Huntingdon em 1756, quase ao mesmo tempo quando Wesley rompeu com James Hervey. Em  1770 ocorreu um debate muito forte entre Wesley e Augustus Montague Toplady.

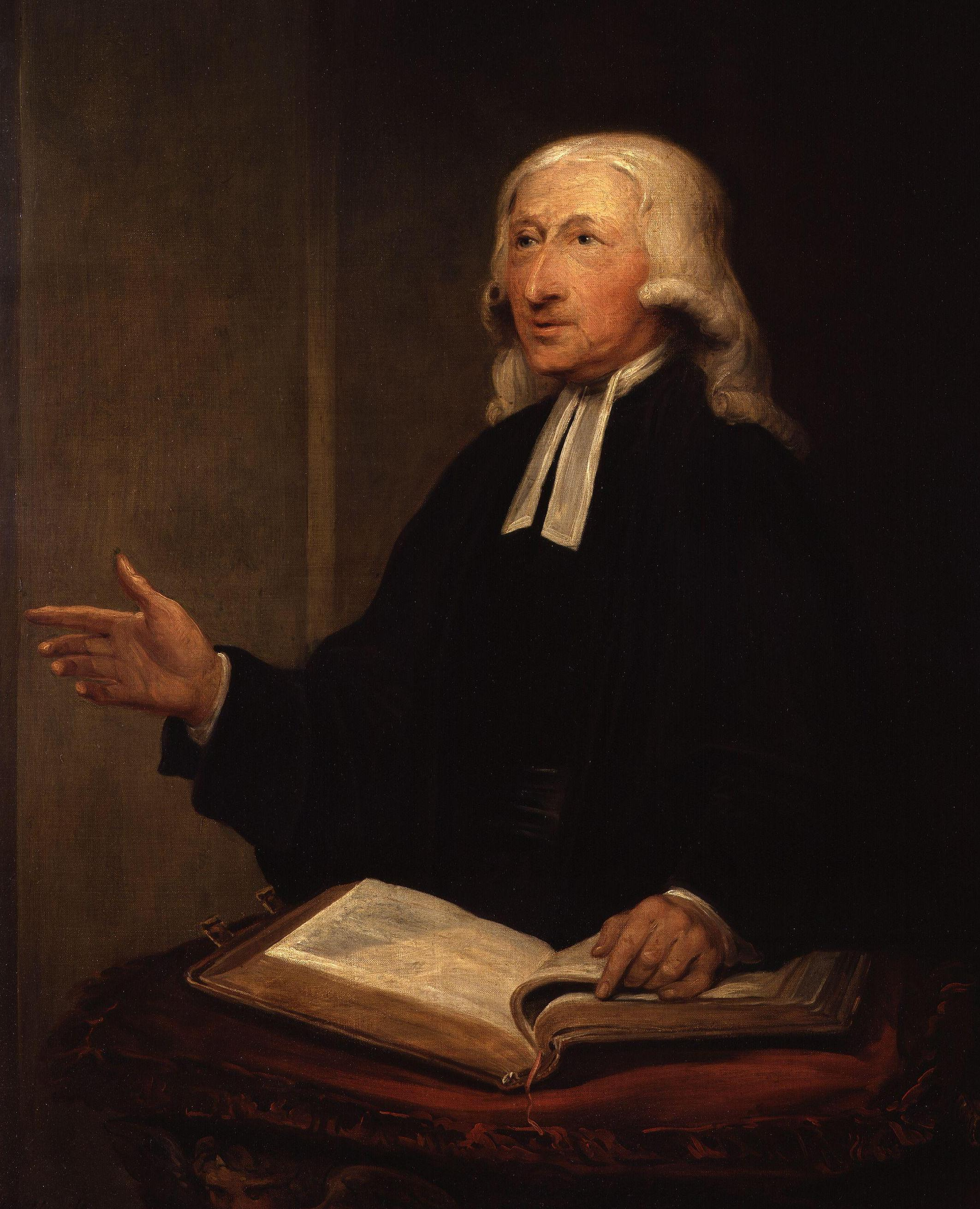
John Wesley (1703-1791), fundador do metodismo, um proponente do arminianismo.

Wesley era um defensor dos ensinamentos de Armínio, defendeu a sua soteriologia num periódico intitulado The Arminian escrevendo  artigos como A Predestinação Calmamente Considerada. Ele defendeu Armínio contra as acusações de semi-pelagianismo, mantendo fortemente a crenças no pecado original e depravação total. Ao mesmo tempo, Wesley atacou o determinismo que afirmava caracterizar a eleição incondicional e manteve uma crença na capacidade de perder a salvação. Whitefield não concordou com Wesley em todos os pontos (exceto ao seu acordo sobre a depravação total), mas não introduziu qualquer elemento adicional para a conclusão dos calvinistas estabelecidas em Westminster.

## Outras tradições teológicas
Embora para muitos evangélicos influenciados pelo sistema soteriológico reformado vejam como necessário e inevitável em dicotomizar a doutrina da salvação em monergismo e sinergismo, a maioria dos outros sistemas teológicos cristãos consideram a questão ou irrelavante ou inexistente.
A Igreja Católica pós-Reforma, e ainda mais a Igreja Ortodoxa, mantiveram-se fora do debate. A adesão de grupos reformados e metodistas à Declaração Conjunta sobre a Doutrina da Justificação, inicialmente formulada por luteranos e católicos, solucionou parte do debate e forneceu pontos comuns para discussão entre arminianos e calvinistas.

### Distinções denominacionais protestantes
Até hoje o metodismo e as suas ramificações (parte dos pentecostais, denominações de santidade, carismáticos e terceira onda), juntamente com batistas gerais geralmente se inclinam ao arminianismo, enquanto presbiterianos, Igrejas Reformadas, batistas reformados, e outros se inclinam ao calvinismo. Parte dos pentecostais aderentes da doutrina da Obra Consumada aderem a uma via média, enfatizando uma doutrina de santificação calvinista em uma doutrina de conversão arminiana.
Em grande parte por causa de suas origens na Alemanha e Escandinávia, em vez das Ilhas Britânicas, o luteranismo não se envolveu na disputa, e doutrina luterana oficial (bem como, coincidentemente, a crença anabatista primitiva) não é totalmente compatível com ambos os grupos, preferindo em vez disso as suas próprias formulações doutrinárias sobre a relação da liberdade humana com a soberania divina. 
As denominações anabatistas, apesar de suas origens comuns na Reforma suíça, desenvolveu uma doutrina de salvação pautada na regeneração e não na concepção penal do sistema reformado. Nesses termos, não faz sentido à luz da teologia anabatista o debate calvinista e arminiano.

### Visão ortodoxa oriental
Na soteriologia ortodoxa oriental, por ser baseada no conceito de theosis, é irrelevante e inexistente o debate entre obras e predestinação. No entanto, em Sínodo da Igreja Ortodoxa Oriental reuniu-se em Jerusalém em 1672 para refutar as tentativas de invasão do calvinismo. O Sínodo de Jerusalém (1672), também conhecido como Confissões de Dositeu em 1672, rejeitou fortemente as formulações calvinistas e as nomeou como heresia. Em parte, isto foi dito:
| “ | Cremos que o maior bem de Deus foi, desde a eternidade, ter predestinado à glória aqueles a quem Deus escolheu, e ter entregado a condenação aqueles que o rejeitaram; mas não é assim que ele justifica a um, e entrega e condena a outro sem causa... visto que previu quem faria bom uso do seu livre-arbítrio, e o outro mal, Deus predestinou a um e condenou o outro. | ” |

No mesmo documento, o sínodo rejeita Calvino pelo nome e pronuncia um anátema sobre quem ensinar que Deus predestinou alguém para o mal ou para o inferno.

## Escolas de Soteriologia Reformada e alguns oponentes

### Zwinglianismo
- Figuras históricas: Ulrico Zuínglio, Martin Bucer,  Anabatistas
- Doutrinas: Teologia da Aliança

### Escola de Genebra
- Figuras históricas: João Calvino, Girolamo Zanchi, John Knox
- Doutrinas: Dupla predestinação, expiação ampla

### Amiraldismo
- Figuras históricas: John Cameron, Moise Amyraut, Richard Baxter, Norman Geisler.
- Doutrinas: Universalismo hipotético e expiação universal, graça universal ou comum.

### Calvinismo de Dort
- Figuras históricas: Teodoro de Beza, Franciscus Gomarus, William Ames, John Whitgift, James Ussher, George Whitefield, Augustus Toplady
- Doutrinas: cinco pontos do calvinismo (TULIP): depravação total, eleição incondicional, expiação limitada, graça irresistível, perseverança dos santos

### Novo Calvinismo
- Proponentes: R. C. Sproul, Wayne Grudem, John Piper, Michael Horton, D. A. Carson, James White, Paul Washer, Steve Lawson.
- Doutrinas: Subordinação eterna do Filho. Salvação pelo Senhorio. "Seven-point Calvinism" [21]

### Movimento da Graça Livre
- Figuras históricas: Charles Caldwell Ryrie, Zane C. Hodges e Martyn Lloyd-Jones
- Doutrinas: Dom gratuito da vida eterna. Graça livre. Dom da escolha.

### Arminianismo
- Figuras históricas: Jacó Armínio, Os Remonstrantes, Hugo Grotius, William Laud, John e Charles Wesley
- Doutrinas: os cinco artigos da remonstrância: depravação total, eleição condicional, expiação ilimitada, graça preveniente, Preservação condicional dos santos
- Arminianos recentes: Brian Shelton, David Pawson, Roger E. Olson, Leonard Ravenhill, Stephen M. Ashby, Steven Harper, Thomas Oden

### Spurgeonismo
- Figuras históricas: Charles Spurgeon[22]
- Doutrinas: Arrependimento, regeneração e frutos de boas obras pela Graça Perseverante.

### Hipercalvinismo
- Figuras históricas: John Gill, Daniel Parker
- Doutrinas: Negação da suficiência da Graça para expiação de todas as pessoas.

### Molinismo
- Figuras históricas: Luís de Molina,  William Lane Craig,  Alvin Plantinga
- Doutrinas: Três formas do conhecimento de Deus. Depravação radical, Graça superadora, eleição soberana, vida eterna, redenção singular.

### Jansenismo
- Figuras históricas: Cornelius Jansen, Antoine Arnauld,  Blaise Pascal
- Doutrinas:  Ação da concupiscência e da graça restritas ao homem interior.

### Semipelagianismo
- Figuras históricas: Erasmo de Roterdã, Charles Finney, João Cassiano
- Doutrinas: Semipelagianismo, depravação limitada

### Pelagianismo
- Figuras históricas: Pelágio, Celéstio
- Doutrinas: livre-arbítrio